# Americanah
Americanah è un romanzo scritto nel 2013 dall'autrice nigeriana Chimamanda Ngozi Adichie. Si tratta del terzo lavoro della scrittrice, già nota per L'ibisco viola e Metà di un sole giallo.

## Trama
Il romanzo racconta la storia di una giovane donna nigeriana, Ifemelu, emigrata negli Stati Uniti per frequentare l'Università di Princeton. Il libro racconta la vita della donna in entrambi i Paesi, ripercorrendo la sua storia d'amore con il compagno di liceo Obinze.

## Trasposizione cinematografica
I diritti sul libro vengono opzionati dall'attrice keniota Lupita Nyong'o per farne un film prodotto da Brad Pitt. Nel 2019 viene invece annunciata la realizzazione di una serie televisiva prodotta dalla HBO, che però un anno dopo, nel 2020, cancellerà la stessa serie..

## Edizioni
- Chimamanda Ngozi Adichie, Americanah, traduzione di Andrea Sirotti, Supercoralli, Einaudi, 2014,  p. 466, ISBN 9788806201012.
- Chimamanda Ngozi Adichie, Americanah, traduzione di Andrea Sirotti, Ebook, Einaudi, 2014,  p. 466, ISBN 9788858415702.
- Chimamanda Ngozi Adichie, Americanah, traduzione di Andrea Sirotti, Super ET, Einaudi, 2015,  p. 512, ISBN 9788806227272.